# Tukaka Ama
Tukaka „Kaka“ George Tamarua Ama ist ein Politiker der Cookinseln. Er ist Abgeordneter (MP) des Pāremeta te Kuku Airani (Parlament der Cookinseln) und Mitglied der Cook Islands Party. Er ist der Bruder von Akaiti Puna.

## Leben
Ama stammt aus Ngatangiia auf Rarotonga. Er arbeitete zunächst als Beamter im Ministry of Foreign Affairs and Immigration.
Er trat in der Wahl 2018 als Kandidat der Cook Islands Party an, konnte sich jedoch nicht gegen den Kandidaten der Demokraten Tamaiva Tuavera durchsetzen. Als Kandidat setzte er sich für höhere Löhne und niedrigere Zinsen ein. 2022 wurde er gewählt.